# 1 Place Ville-Marie
1 Place Ville-Marie (zkr. PVM, známá i jako Place Ville-Marie, dříve známý jako Royal Bank Tower) je mrakodrap v kanadském Montréalu. S výškou 188 m je 4. nejvyšší budovou ve městě.
Výstavba budovy začala v roce 1958. Vznikla podle návrhu architekta Henry N. Cobba, jedním ze zakládajících členů společnosti Pei Cobb Freed & Partners v mezinárodním stylu a byla jednou z prvních Cobbových realizovaných staveb. Známá se stala zejména díky svému křížovému půdorysu. Po dokončení v roce 1962 se stala sídlem Royal Bank of Canada. Od roku 1962 byla nejvyšší budovou Kanady až do roku 1964, kdy byla dokončena nedaleká Tour de la Bourse s výškou 190 m. V budově se nachází 47 pater a 32 výtahů, podlahová plocha budovy je 95 922 m2. V přízemí se nacházejí vstupy do Montrealského podzemního města a do Montrealského metra.